# 動物農場
『動物農場』（どうぶつのうじょう、原題: Animal Farm）は、1945年8月17日に刊行されたジョージ・オーウェルの小説。『アニマル・ファーム』（永島啓輔訳版、石ノ森章太郎画版）、『動物農園』（吉田健一訳版）とも。
とある農場（「マナー農場」）の動物たちが劣悪な農場主を追い出して理想的な共和国を築こうとするが、指導者の豚が独裁者と化し、恐怖政治へ変貌していく過程を描く。人間を豚や馬などの動物に見立てることにより、民主主義が全体主義や権威主義へと陥る危険性、革命が独裁体制と専制政治によって裏切られ、革命以前よりも悪くなっていく過程を痛烈かつ寓話的に描いた物語であり、ロシア革命とソビエト連邦を理想の国とみなすような「ソビエト神話」への警鐘であった。
第二次世界大戦で連合国同士であったイギリスの当時の世論において、ソ連がドイツ軍と戦ったことへの好感と敬意が主流で、ヨシフ・スターリンが「ジョーおじさん」と親しみを込めた愛称でよばれていた風潮への挑戦であったとされる。

## あらすじ

### 動物革命
イギリス・ウィリンドン近くにあるマナー農場（マナーは荘園（manor）の意）。農場主のジョーンズ氏はアルコール中毒の怠け者であり、農場の家畜たちの不満が溜まっていた。動物たちから尊敬される老いた雄豚メージャー爺さんは、夜な夜な行われる動物たちの集会において、人間を敵視し、全ての動物の平等と自由を謳った「動物主義」を唱える。農場の動物たちはこれに賛同し、革命歌「イングランドの獣」を歌い、反乱の熱気が高まっていく。間もなくメージャー爺さんが亡くなると2匹の若い雄豚スノーボールとナポレオンが後を引き継ぐ。彼らは動物たちを指揮してジョーンズ氏に反旗を翻し、人間たちを農場から追い出すことに成功する。農場は「動物農場」と改名され、人間を敵視し、「すべての動物は平等」などを定めた7つの掟が宣言される（これは納屋に大きな文字で掲げられる）。農場の食料は豊富であり、革命前に宣伝されていたほどではないにせよ、動物たちはジョーンズ時代よりも恵まれた生活を送れるようになる。
農場の運営方針は動物たちの集会（最高会議）の賛否によって決定されるものの、種族によって知能は様々であり、革命を指揮したスノーボールとナポレオンを代表に、知能が比較的高く数も多い豚たちがリーダーシップを執るようになっていく。スノーボールは他の動物たちに読み書きを教え、羊たちなど知能が低すぎて文字はおろか7つの掟も覚えられない動物たちのためには掟を要約した「4本脚は良い。2本足は悪い。」のスローガンを新たに作り出す。他にもスノーボールは種族ごとの委員会を組織したり、野ネズミや野ウサギなど、野生動物にも動物主義を広めて同志にしようとしたが、これらの大半は失敗する。一方のナポレオンはスノーボールの活動には興味がなく、母犬から取り上げた生まれたばかりの子犬たちに動物主義の原理を教え始める。また、豚たちは自分たちが牧場の運営に必要な存在であることを強調し、他の動物たちよりも良い食料を優先的に食べるようになる。

### ナポレオンとスノーボールの対立
間もなく、ジョーンズ氏は隣接する他の農場主と共に農場を奪還しようとするが、スノーボールと雄馬ボクサーの勇猛果敢な活躍によって失敗する（後に「牛舎の戦い」と呼ばれる）。これによってますます動物たちの支持を高めるスノーボールは、さらに豊かになるために風車の建設計画（近代化の比喩）を発表する。この頃、スノーボールとナポレオンは農場の運営方針を巡って常に対立しており、集会では演説の上手いスノーボールが支持される一方、ナポレオンは会議の合間に自分の支持者を増やすことに長けていた。スノーボールは風車計画について建設中の1年間は大変なものになるが、完成後は週3日の労働で済むようになると言い、ナポレオンは今は食糧増産が必要で風車を建設しようとすれば餓死者が出ると批判する。また、この頃からスノーボールが集会で演説しようとすると、羊たちが「4本脚は良い。2本足は悪い。」と連呼し、妨害するようになる。そして、ついに風車の建設計画を決める日、いつものように雄弁に語るスノーボールを動物たちは支持する。しかし、そこに9匹の犬が襲いかかり、スノーボールは追い立てられて農場の外へ逃亡する。犬の正体はナポレオンが動物主義を教え込んだという仔犬たちであった。

### ナポレオンの独裁
スノーボールがいなくなると、ナポレオンはより「動物主義」を達成するためとして農場運営の方針を決める最高会議を全員、自分を支持する豚たちに変更する。これに反対しようとした動物たち（一部の豚も含む）もいたが、抗議は犬や羊たちに妨害されてしまう。事実上のリーダーとなったナポレオン体制下では、豚たちは家屋に住み始め、ベッドに寝たり酒を飲み始めたりする。これは7つの掟で明白に禁じられていたことのため、一部の動物たちが抗議するが、掟は密かに文言が足されて書き換えられており、それを元に若い雄豚スクィーラーが先頭だって説明や反論を行い、動物たちを納得させる。
さらにナポレオンは、自らが批判していたはずの風車建設計画を実行に移すことを宣言し、さらに、その資金を得るためとして禁止されていた人間との取引の開始も始める。当然、抗議の声が挙がるも、そもそも風車計画はナポレオンが計画していたものをスノーボールが盗んだなどとして、やはりスクィーラーに丸め込まれる。新しい風車計画は、傍目には粗雑だが、スノーボールのものより良いと喧伝され、動物たちはそれを信じて懸命に働く。しかし、猛烈な嵐の後に建設途中の風車は崩壊する。ナポレオンとスクィーラーは、これはスノーボールの仕業だと主張し、彼は革命を破綻させようとしていると言う。「牛舎の戦い」を知る動物たちはそんなはずはないと反論するが、いつの間にか勇敢に戦ったのはナポレオンということにされ、しかもスノーボールはジョーンズ氏に協力していた裏切り者だったということになる。ナポレオンの名を挙げる時は「我らの指導者である同志ナポレオン」と尊称することが当たり前となり、革命歌「イングランドの獣」は禁止され、ナポレオンを称える歌が推奨されるようになる。成功や幸運な出来事はすべてナポレオンのおかげであり、悪いことはスノーボールの陰謀ということになる。それでも多くの動物たちはジョーンズ氏に飼われていた時代よりはマシだと信じている。
壊れた風車を立て直すためとして食料は前より減り、労働はより過酷となる。それでも風車が完成すれば生活は豊かになると信じ、動物たちは必死に働く。その一方で豚たちは変わらず満足な食事を受け、肉体労働は行わない。その中で、隣の農場主フレデリック氏が農場を攻撃し、風車が爆破される。老いた馬ボクサーなど革命初期からの功労者が大怪我を追うなどの損害を受けるも、なんとかフレデリック氏の撃退に成功する。負傷中でもボクサーは働こうとするが、無理がたたってもはや働けないほどに身体を壊してしまう。すると、すぐにボクサーはトラックで農場外へと運ばれてしまう。トラックには食肉工場とあり、動物たちは豚たちに抗議するが、スクィーラーは動物病院に送られると説明し、口達者な彼に丸め込まれてしまう。後日、スクィーラーはボクサーは病院で息を引き取ったと説明する。しかし、実際には当初の動物たちの懸念通り、食肉工場へと送られ、さらにその代金は、ナポレオンとその側近たちがウィスキーを買う資金に充てられていた。

### 動物農場の終わり
数年後、寿命の短い動物たちは死んで代替わりし、豚たちを除けば革命前の生活を知っている者は少なくなっていた。風車は再建され、さらに別の風車も建設されるなど、農場は十分な収入を得られているが、かつてスノーボールが約束した高度な設備（電気照明や暖房、流水の水飲み場など）は忘れ去られている。農場は豊かなのに、自分たちの生活は豊かにならないことに動物たちは不満を示すが、ナポレオンは贅沢な生活は動物主義の精神に反すると言い、懸命に労働し、質素な生活を送ることが幸福だと言う。裕福なのは豚たちと犬たちで、傍目には働いていないように見えるが、スクィーラーは我々は「ファイル」や「報告書」の作成といった重要な仕事をしていると言う。しかし、作成された書類は夜のうちにはかまどで燃やされ、動物たちはどうしてそれが重要な仕事なのかはわからない。いずれにしても豚たちと犬たちの労働は食料の生産には何ら寄与せず、それでいて彼らの食欲は旺盛である。
ある日のこと、豚たちは2本足で歩き初めそれを見た動物たちは驚愕する。スクィーラーに誘導された羊たちは「4本脚は良いが、2本足はさらに良い」と連呼する。いつのまにか7つの掟は、ただ1つ「すべての動物は平等だが、一部の動物はさらに平等」に書き換えられている。ナポレオンは空いた前足で鞭を持ち、さらに豚たちは服を着始めた。農場の名前はマナー農場に戻った。
ナポレオンは近隣の牧場主（人間）たちを夕食会に招き、トランプに興じる。ナポレオンと人間たちは互いの経営手腕を称えるが、そのうちにトランプでいかさまをしたと互いを非難し合う。その様子を動物たちは、建物の外から見るが、窓から漏れるナポレオンの影はしだいに人の影と見分けがつかなくなる。

## 登場人物
種族としては人間は支配階級（ブルジョワジー）や守旧派、豚は共産主義の指導層、犬は秘密警察、他の動物たちは労働者（プロレタリアート）に比喩される。

### 豚たちとその仲間
ナポレオン
雄豚。メージャー亡き後に、スノーボールと共に動物たちを指揮し、革命を成功させる。その後は農場の運営方針を巡ってスノーボールと激しく対立する。演説は苦手だが、政治的根回しが上手く、狡猾。革命直後に母犬から9匹の仔犬を取り上げ、自分のシンパに育てており、後にこれらを個人の武力とする。また、腹心のスクィーラーを使い、頭の良くない動物たちを言いくるめ、納得させる。
スノーボール追放後は議会を豚たちが占める改革を行い、さらには自らが散々批判していた風車計画を自分の手柄として始める。人間たちとの取引も開始し、それによって過酷な収奪を始める。また政策の失敗は、スノーボールや人間たちの陰謀として責任転嫁を図り、時には抗議する動物たちを粛清し、恐怖政治を敷く。
終盤で他の豚たちと同じくよく肥えた状態となっており、さらには2本足で歩き初め、服を着るようになる。最後はマナー牧場に名前を戻した上に、屋敷に人間たちを招き、共に食事やゲームに興じる。その窓の外から見える姿の影は最終的に人間となる。
モデルはヨシフ・スターリン。
スノーボール
雄豚。メージャー亡き後に、ナポレオンと共に動物たちを指揮し、革命を成功させる。豚たちの中でも特に賢くて演説がうまく、さらに牛舎の戦いでは勇猛果敢に戦うなど、他の動物たちからの信頼も厚い。このため主導権を握っていたが、農場の運営方針ではナポレオンと激しく対立する（特にスノーボールは、動物主義を他の農場にも広めるべきと言い（世界革命論）、武装を主張するナポレオンと対立する）。後に風車建設計画の賛否を問う議場でナポレオンに追放される。
追放後は登場しないが、その後のナポレオンの政策の失敗はスノーボールの仕業とされ、夜な夜なやってきては農場の運営を妨害したり、人間たちに協力しているなど、諸悪の根源としての虚像が膨れ上がる。また、作中では必ずしも良きキャラクターとして描写されておらず、食料を豚たちが優先的に得るようになったのはまだスノーボールが健在の時であり、風車計画が誇大であることも示唆されている。
モデルはレフ・トロツキー。また、実体がなく、同志たちの敵という物語後半の在り方は後の『1984年』のエマニュエル・ゴールドスタインとも共通する。
メージャー爺さん
老いた雄豚。ある日、夢で見た光景として全ての動物の平等と自由を謳った「動物主義」を唱える。人間への敵意は忘れてはならないとし、2本足は悪で、4本脚や翼を持つ者のみが味方だと言う。また、家屋に住んだり、服を着たり、酒やタバコを嗜むといった人間の習慣はすべて悪であり、禁忌とする。革命の直前に病死する。
最初にメージャーが主張した内容（人間の下では必要以上に搾取される、用済みになれば屠殺される）は後に人間ではなくナポレオンがそのまま実行し、また、掟（服や契約など人間の真似はしてはいけないなど）も、すべてナポレオンによって破られる。
モデルはウラジーミル・レーニン。
スクィーラー
若い雄豚。ナポレオンの側近。雄弁家で、動物たちからは白を黒に変えるとも評される。ナポレオン、スノーボールと共に他の動物たちに知られていた豚の一匹であり、ナポレオンやスノーボールが決めた指針を動物たちに説明する役目を担う。後に、ナポレオンの腰巾着となって演説や説明が苦手な彼に代わって動物たちに彼の方針や考えを説明や説得するようになる。羊たちに「2本足は悪」のシュプレヒコールを覚えさせたり、納屋のスローガンを勝手に書き換えている存在であることも作中で示唆される。
モデルはヴャチェスラフ・モロトフ。
犬たち
元はジョーンズに忠誠を近い、動物たちに恐れられていた犬たちの子供。革命後にナポレオンによって幼い時に母犬から引き剥がされ、動物主義の原理を教えるという建前の下で、ナポレオンの私有兵力となる。スノーボールを追い立てて追放し、ナポレオンの方針に異議を唱えようとすると威嚇してくるなど、動物たちから恐れられる。
モデルはチェーカーや国家政治保安部（GPU）、内務人民委員部（NKVD）といった秘密警察。

### マナー農場の動物たち
ボクサー
雄馬。働き者で力持ちであり、他の動物たちから尊敬されている。牧場の動物たちの中では知能が高い方で、文字の理解はほぼできなかったが、聞いた内容を理解して他の動物に説明することはできる。自分から何かを考え出すことは苦手で、疑問を挟むことがあっても、スクィーラーに言いくるめられてしまう。動物主義の理念を信奉しており、「I will work harder.（わしがもっと働けばいいのだ！）」と言って特に真面目に働き、牛舎の戦いではスノーボールとともに活躍し、最高勲章をもらう。
物語後半では革命期から生存している数少ない功労者の一匹となる。その労働意欲は動物たちの模範とされ、ナポレオンからも称賛されるが、最期は高齢と重労働のため体力が落ち、脚を怪我したことで豚たちに馬肉業者に売られてしまう（なお、物語序盤にメージャーは、このままま老いればジョーンズ氏によって屠殺者に売られるだろうと言っていた）。スクィーラーは動物たちにボクサーは動物病院に送られたと説明し、間もなく病院で亡くなったと報告する。
モデルはミハイル・トゥハチェフスキーを始めとする赤軍将校。労働英雄の側面もある。
ベンジャミン
雄ロバ。豚たち並か、それ以上の博識者。ボクサーの親友。賢いがゆえに動物主義とは一歩置き、物語前半のナポレオンとスノーボールの対立でも、どちらも支持せず、中立を維持する。ナポレオンの独裁が始まり、それが理不尽なものと理解しつつも特に抗議せず、あくまで傍観者に徹する。終盤に親友ボクサーが食肉工場に連れられて行く際はさすがに堪えたが、それでも動かず、傍観者に徹することを選ぶ。
物語最終盤、黙っているつもりであったが、クローバーに請われ、納屋のスローガンが勝手に書き換えられていたことを彼女に明かす。
モデルはロシアの知識人たち。
クローバー
雌馬。4回の出産経験がある。ボクサーよりほんの少し賢く、文字の理解はできるが単語を作ることはできない（＝読みはできるが書きができない）。ボクサー同様に動物主義を信奉している。
物語終盤では老いで視力が落ちており、ベンジャミンに教えられるまで納屋のスローガンが勝手に書き換えられていることに気づかなかった。
モリー
雌馬。見栄えの良い白馬でジョーンズ氏の軽馬車を引く。おしゃれが好き。労働意欲は低く、しばしば怠けており、他の動物たちからの評判は悪い。隣地の人間と話していたなどの目撃情報の末に、動物農場に新たに定められたリボン着用禁止の規則（服の禁止に抵触）を嫌って町に逃げ出す。
モーゼ
カラス。ジョーンズから餌をもらうなど可愛がられていた。革命前の農場では、御馳走が食べ放題の天国の存在など沢山のユートピア神話・都市伝説を吹聴し、困窮する家畜たちに希望を与える半面、現状打破の意欲も削いでいた。革命後、ジョーンズ夫人の後を追い、農場から逃亡する。
モデルはロシア正教会やその神父。
羊たち
農場に多数いる動物の1つ。頭が悪く、アルファベットを1文字も覚えることができない。ナポレオン派の何者か（おそらくスクィーラー）によって、スノーボールの演説など、ナポレオンにとって都合の悪い主張がなされている時に「4本脚は尊い。2本足は悪い。」と連呼するように教えられる。
物語終盤ではスクィーラーによって「4本脚は尊いが、2本足はさらに尊い」と連呼するように変えられており、2本足で活動し始めた豚たちを肯定させる役目を担う。
モデルはコムソモール。
雌鶏たち
農場に多数いる動物の1つ。市場に売られる目的で産んだ卵を収奪されているとして動物主義に加担する。ところがナポレオンが独裁するようになると、風車建設に必要な資金や資材を手に入れる目的として、市場に卵を売ることが決まり、その提出を要求されるようになる（これは「人間と交友しない」「契約しない」というメジャーの教えや7つスローガンに明白に反する事柄だったが、スクィーラーによってやり込められてしまう）。
その後、市場にさらに卵を出荷すると契約してしまったという理屈で、豚たちから更に卵の提出を要求され、これに反抗する。そのため、ナポレオンから見せしめとして食料を停止され、多数の餓死者を出した後に降伏する。その後も卵の出荷数は増やされ、自分たちが得られるのは自分たちの数が維持できる程度となる。
モデルはホロドモールが行われたウクライナ。
猫
ジョーンズ氏の飼い猫。モリー同様動物農業に貢献しない。

### 人間
ジョーンズ氏
マナー牧場の経営者。やり手だったが不運続きで酒に逃げるようになり、家畜には餌も水も満足に与えておらず農場は荒れ放題だった。下男たちも意地悪な怠け者揃いである。後に革命で追い出される。取り戻そうと武装して戻ってくるが、あえなく撃退される（牛舎の戦い）。物語終盤、過度の飲酒の果てに亡くなったと説明される。
モデルはロシア帝国時代の王侯貴族や地主、資本家、白軍。
ピルキントン氏
隣接するフォックスウッド農場の持ち主。享楽的な性格。大地主で動物農場と敵対しており、後にジョーンズ氏と農場を奪還しようと攻撃するも失敗する（牛舎の戦い）。その後、ナポレオンが独裁するようになると和解し、動物農場の運営に協力する。
モデルは大英帝国。
フレデリック氏
隣接するピンチフィールド農場の持ち主。抜け目がない。後に動物農場の占領を目論み侵攻する。一旦は風車を爆破するなど甚大な被害を与えるが、反撃を受けて撤退する。
モデルはナチス・ドイツ。
ウィンスパー氏
弁護士。ナポレオンが独裁するようになった際、人間たちと商取引するために仲介人として雇われる。毎週月曜に農場を訪れる。

## 評価
出版された当時の評価は必ずしも良いものばかりではなかった。アメリカのニューリパブリック誌での書評においてジョージ・ソウルは失望を表明し、「困惑し、悲しんだ。全体的に冴えない印象を持つ。寓話は直接的によく言われていることを不器用に言うための古びた装置に過ぎない」と述べた。ソウルは動物たちが現実世界の事柄と十分にリンクできていないと考え、「この本の失敗は（商業的にはすでに大きく成功している）、風刺の中身が作者が経験したことではなく、むしろあまりよく知らないであろう国に対する固定観念に依るものだからだ」と指摘する。
1945年8月24日のガーディアン紙では「少数による多数支配に関する愉快でユーモラスで苛烈な風刺」と評した。同じ日のトリュビューン紙に掲載されたトスコ・ファイベルの書評では「ある国と、私達の背後にあるかもしれない時代の幻想についての穏やかな風刺」と評された。ジュリアン・シモンズは、9月7日に「少なくもトリュビューン紙は、特定の国家、つまりソビエト連邦に対してまったく優しくない風刺だと認識するべきではないか？ 評論家はナポレオンをスターリンに、スノーボールをトロツキーに同一視し、政治的根拠に基づいて著者に好意的あるいは批判的な意見を表明する勇気を持つべきだ。100年後には動物農場は単なるおとぎ話になっているかもしれないが、今日においては政治的な風刺であり、かなりのポテンシャルがある」と述べた。さらにアメリカでは1946年にブックオブザマンス・クラブの推薦図書に選ばれた。
これら初期のもの以来、動物農場は何十年もの間、多くの論評の対象となってきた。
1952年から1957年までCIAは「Aedinosaur作戦」として、小説のコピーを積んだ何百万もの風船をポーランド、ハンガリー、チェコスロバキアに送ったが、空軍はこれらを撃墜するよう命じられ、発見された書籍はすべて破棄された。

## 動物主義
豚のスノーボール、ナポレオン、スクィーラーは、メージャー爺さんのアイデアを「完璧な思想」に昇華させる。これは共産主義の寓意として動物主義と命名される。作中でナポレオンとスクィーラーは、自分たちが権力を握ると早々に人間が行う活動（飲酒、ベッドで寝る、取引）を始めたが、これらは「7つの掟（七戒、Seven Commandments）」において明示的に禁止されていた。この7つの掟を変更する者としてスクィーラーが登場している。これはソビエト政府が自分自身と社会をについての認識をコントロールするために歴史を修正していたことを比喩している。
元の掟は以下の通りであった。
```
1. 2本足はすべて敵である。
2. 4本脚と翼を持つ者はすべて友人である。
3. 動物は服を着てはならない。
4. 動物はベッドで寝てはならない。
5. 動物はアルコールを飲んではならない。
6. 動物は他の動物を殺してはならない。
7. すべての動物は平等である。
```

これら7つの掟は、作中でスノーボールにより「4本脚は良い。2本足は悪い」というスローガンに集約される。これは主に羊たちが使用し、動物間の議論などで混乱をもたらすことがよくある。
後にナポレオンとその一派の豚は、違反しているという告発から自分たちが免れるために、いくつかの掟を密かに改訂していく。作中で明らかにされる変更された掟は以下の通りである。
```
4. 動物は
シーツのある
ベッドで寝てはならない。
5. 動物はアルコールを
過剰に
飲んではならない。
6. 動物は
理由なく
他の動物を殺してはならない。
```

最終的には7つの掟は「すべての動物は平等だが、一部の動物はさらに平等」の1つに書き換えられてしまい、集約されたスローガンも「4本脚は良い。2本足はさらに良い」に置き換えられる。本来、7つの掟は動物を人間に対して団結させ、また人間の邪悪な慣習に従うのを防ぐことで動物農場内の秩序を守ることにあったが、これを豚たちが破り、人間に近づいていくことを皮肉っている。
この掟の改訂を通して、オーウェルは政治的な教義がいかに順応性のある宣伝になるかを示している。

## 日本語訳
| タイトル                | 出版年 | 出版社                 | 文庫名                                         | 訳者       | ISBNコード          | 備考                                                                     |
| ----------------------- | ------ | ---------------------- | ---------------------------------------------- | ---------- | ------------------- | ------------------------------------------------------------------------ |
| アニマル・ファーム      | 1949年 | 大阪教育図書           |                                                | 永島啓輔   |                     | 著者の日本語表記は、ジョーヂ・オーウェル。                               |
| 動物農場                | 1956年 | 研究社出版             | 英文学ハンドブック 「作家と作品」シリーズ      | 平野敬一   |                     |                                                                          |
| 動物農場                | 1957年 | 国際文化研究所         | エンゼル・ブックス                             | 牧野力     |                     |                                                                          |
| 動物農場                | 1957年 | 南雲堂                 | おとぎばなし（現代作家シリーズ）               | 佐山栄太郎 |                     | 電子書籍（グーテンベルク21）で再刊                                       |
| 動物農園                | 1966年 | 中央公論社             | 世界の文学 (53 イギリス名作集・アメリカ名作集) | 吉田健一   |                     | 改訂新版『動物農園』ヒグチユウコ・画、中央公論新社、2022年               |
| 動物農場                | 1969年 | 筑摩書房               | 世界文学全集                                   | 工藤昭雄   |                     |                                                                          |
| 動物農場                | 1972年 | 角川書店               | 角川文庫                                       | 高畠文夫   |                     | 改版1991年、電子書籍で再刊                                               |
| 動物農場                | 1989年 | 旺史社教科書部         |                                                | 関口正和   |                     |                                                                          |
| 動物農場 : おとぎばなし | 2009年 | 岩波書店               | 岩波文庫                                       | 川端康雄   | ISBN 978-4003226247 | 電子書籍で再刊                                                           |
| 動物農場                | 2013年 | 筑摩書房               | ちくま文庫                                     | 開高健     | ISBN 978-4480431035 | 元版は『今日は昨日の明日 ジョージ・オーウェルをめぐって』筑摩書房 1984年 |
| 動物農場：新訳版        | 2017年 | 早川書房               | ハヤカワepi文庫                                | 山形浩生   | ISBN 978-4151200878 | 電子書籍で再刊                                                           |
| 絵物語 動物農場 新訳版  | 2023年 | パイインターナショナル |                                                | 金原瑞人   | ISBN 978-4756255600 | カンタン・グレバン画                                                     |

## 原書（日本版）
- 「動物農場」講談社英語文庫：講談社インターナショナル、2007年
- 「動物農場」ラダーシリーズ：IBCパブリッシング、2013年
- 「動物農場」雑賀忠義・坂口昇注釈、南雲堂、1990年
- 「対訳　動物農園 おとなのおとぎばなし」大石健太郎訳、一藝社、2010年

## 作品論
- 川端康雄「動物農場 ことば・政治・歌」 みすず書房<理想の教室>、2005年
- 西川伸一「オーウェル『動物農場』の政治学」 ロゴス、2010年

## 漫画
- 武井宏文：画「動物農場 マンガ版」集英社文庫、2012年
- 石ノ森章太郎：画「アニマル・ファーム」 ちくま文庫、2018年。新版（初刊・1970年）
- ベルナルディ・オディール解説・画「オーウェル『動物農場』を漫画で読む」 田内志文訳、いそっぷ社、2024年

## アニメ
アニメ 動物農場
ジョン・ハラス、ジョイ・バッチェラー（監督・製作）1954年
一部キャラクターの役割が異なったり削除されたキャラもいる他、結末が原作と異なる。また西側の消費社会を風刺する短編が付録する。
日本語版 声の出演（ポニー版）：熊倉一雄、槐柳二、納谷悟朗、峰恵研、村越伊知郎、山下啓介

## 映画
アニマルファーム
原作ともアニメとも結末が異なる。新しい所有者の人間が荒廃した農場にやってきて、戻ってきた犬が豚の失敗を繰り返さないと誓うラストになっている。
ジョン･スティーブンソン（監督）、ロバート・ハルミSr.（制作総指揮）1999年
出演：アラン・スタンフォード 声の出演：ジュリア・オーモンド、ピート・ポスルスウェイト、イアン・ホルム、ケルシー・グラマー、ジュリア・ルイス＝ドレイファス、ポール・スコフィールド、パトリック・スチュワート、ピーター・ユスティノフ
Animal Farm
アンディ・サーキス製作・監督、ニコラス・ストーラー脚本による2025年の映画。
21世紀の現代政治問題を反映しており、ラッキーという名前の子豚などの新しいキャラクターも登場する。

## その他
- 本作が書きあげられた1944年2月時点では、批判対象のソ連がまだ米英の同盟国だったせいで、4社の出版社に持ち込んでも出版を断られ続けて一時期は自費出版を考えるまでになった[26]。しかし、1944年8月[注釈 3]に以前にもオーウェルの作品を出版していた左翼系の出版社、セッカー・アンド・ウォーバーグ社と契約を結び、紙不足が解消された翌年にイギリスで発行された際には、世情が反ソ連だったおかげで好評を博した。その翌年には、アメリカでも発行され同様に人気を得た[27]。

## 関連作品
- イギリスのプログレッシブ・ロック・バンド、ピンク・フロイドが1977年に発表したアルバム『アニマルズ』は、本作をモチーフにして制作されている。このアルバムの中では、豚が資本家、犬がエリート・ビジネスマン、羊が従順な労働者として描かれている。
- 映画『赤い闇 スターリンの冷たい大地で』、アニエスカ・ホランド監督、2019年。劇中、ソ連によるウクライナなどへの人為的飢饉ホロドモールが、オーウェルが動物農場を創作するきっかけとなったと描かれる。